# Cordia torrei
Cordia torrei är en strävbladig växtart som beskrevs av E.S. Martins. Cordia torrei ingår i släktet Cordia, och familjen strävbladiga växter. Inga underarter finns listade i Catalogue of Life.